# ニュース京都930
『ニュース京都930』は、1995年4月から1996年9月までKBS京都テレビで放送されていた報道番組である。放送時間は毎週月曜日 - 金曜日 21:30 - 22:00。
KBSが会社更生法を申請した影響もあり、『スーパータイムリー930』を最後に同局では半年間夜のワイドニュースが放送されていなかったが、この番組の放送開始によって復活した。
後番組は『NEWSワイド京都』。

## キャスター
- 三宅道子

| KBS京都テレビ 夜のニュース            | KBS京都テレビ 夜のニュース        | KBS京都テレビ 夜のニュース        |
| 前番組                                | 番組名                            | 次番組                            |
| ------------------------------------- | --------------------------------- | --------------------------------- |
| スーパータイムリー930 (1993 - 1994.9) | ニュース京都930 (1995.4 - 1996.9) | NEWSワイド京都 (1996.10 - 2001.9) |